# Patrick Dewaere, mon héros
Pour les articles homonymes, voir Patrick Dewaere et Dewaere.
Pour plus de détails, voir Fiche technique et Distribution.
Patrick Dewaere, mon héros est un film documentaire français réalisé par Alexandre Moix, sorti en 2022. Il consacre à l'acteur français Patrick Dewaere, à partir d'un récit écrit autour de plusieurs témoignages et interprété en commentaire, par sa seconde fille, Lola Dewaere. Il traite principalement de sa vie personnelle et des motifs qui l'ont conduit notamment à commettre un suicide. En complément de photos et d'extraits d'enregistrements parfois inédits, les témoins sont l'actrice Brigitte Fossey qui a également connu une enfance de cinéma, les réalisateurs Bertrand Blier, Claude Lelouch et Jean-Jacques Annaud ainsi que l'acteur Francis Huster qui partage comme Dewaere, une enfance meurtrie.
À l'occasion du 40e anniversaire de sa disparition, ce long métrage est présenté au Festival de Cannes 2022, sélectionné dans la catégorie « Cannes Classics 2022 ».

## Synopsis
L'actrice Lola Dewaere raconte l'itinéraire personnel et intime de son père Patrick Dewaere, depuis ses origines avant même sa naissance, jusqu'à son suicide, le 16 juillet 1982. On y découvre des témoignages de l'acteur au sujet de sa famille, de ses blessures intimes et de sa relation complexe avec certaines dérives de son métier. Sont notamment traités, l'exploitation par ses parents de sa carrière d'enfant acteur, la rupture avec Miou-Miou séduite par le chanteur Julien Clerc, la drogue et vers la fin de sa vie, les pratiques de certains médias qui vont le boycotter.

## Fiche technique
Sauf indication contraire, les informations mentionnées dans cette section peuvent être confirmées par la base de données cinématographiques Allociné,  présente dans la section « Liens externes ».

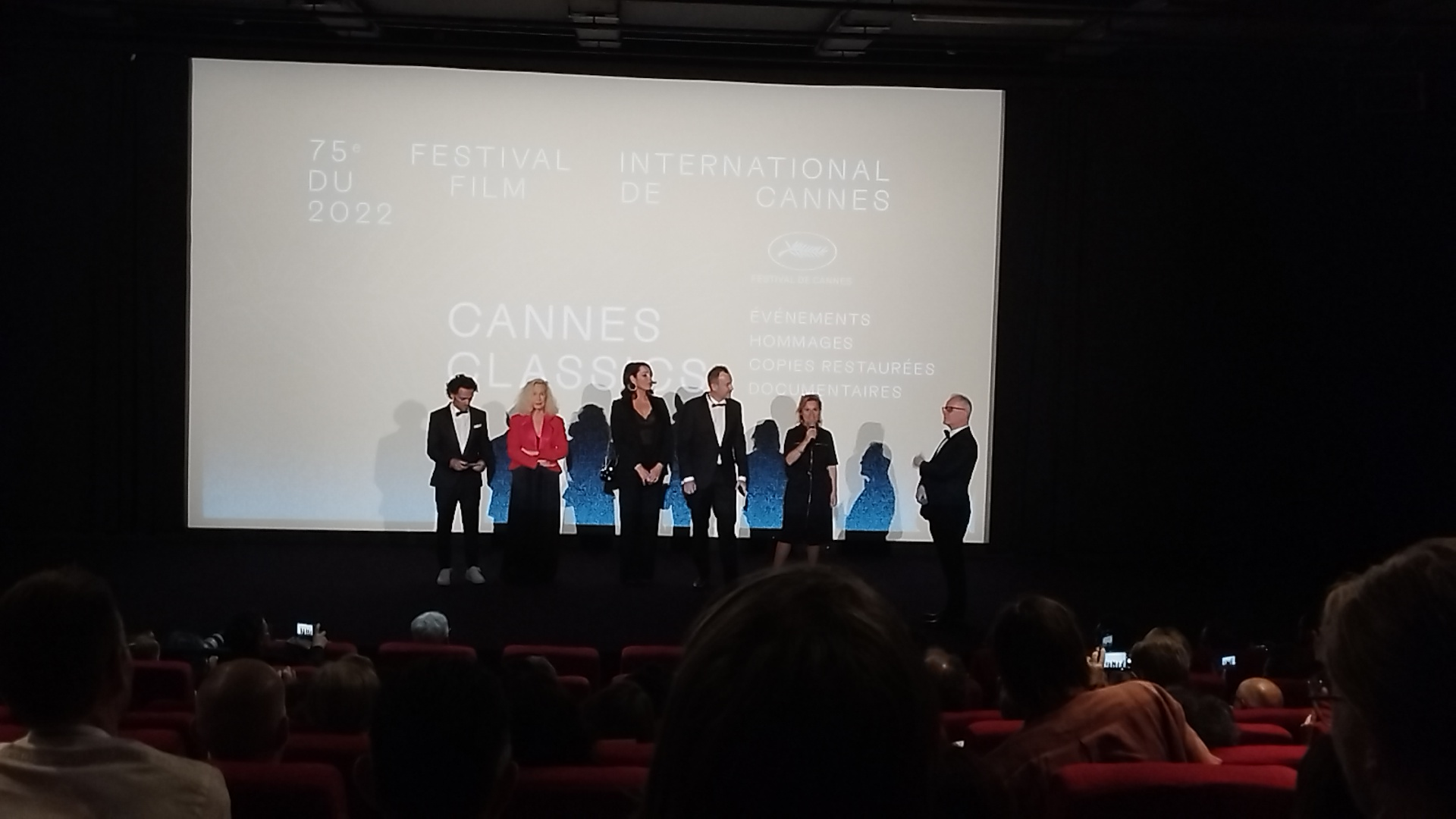
L'équipe du documentaire à la salle Buñuel du Grand palais des festivals à Cannes en 2022.

- Titre original : Patrick Dewaere, mon héros
- Réalisation et scénario : Alexandre Moix
- Musique : Vadim Sher
- Photographie : David Wolfer
- Montage : Morgan Le Pivert
- Production : Patrice Gellé et Alexandre Moix
- Conseiller historique : Laurent Chollet
- Sociétés de production : Zoom production - Bleu kobalt, France Télévisions, Studio Canal et CNC
- Société de distribution : France Télévisions
- Pays de production :  France
- Langue originale : français
- Genre : documentaire
- Durée : 90 minutes
- Date de sortie : 
  - France : 19 mai 2022 (Festival de Cannes) ; 21 octobre 2022 (France 5)

## Autour du film
Le 19 mai 2022, le film est projeté dans le cadre du 75e Festival de Cannes. Lors de sa projection, Thierry Frémaux, délégué général du Festival, déclare : « C'est le grand documentaire qui manquait sur Patrick, qui vient combler cette absence ».
En France, il est télédiffusé lors d'une soirée hommage spéciale, le 21 octobre 2022, sur la chaîne nationale publique France 5 et doit l'être ultérieurement sur France 2.
Le documentaire figure dans les bonus de l'édition Blu-ray de Paradis pour tous, édité par StudioCanal en janvier 2023.

## Diffusion et accueil
En Belgique, le long-métrage est disponible depuis le 28 mai 2022 sur la plateforme Auvio de vidéo à la demande de la RTBF.
Lors de sa première diffusion à la télévision française sur France 5 le 21 octobre 2022, le documentaire connaît un succès d'audience significatif avec 1,33 million de téléspectateurs et 6,9% de part de marché, soit à la quatrième place des meilleurs résultats d'audience de la soirée et à la première place de l'audience pour les chaînes de la TNT,.